# Accademia nazionale di belle arti e architettura di Kiev
L'Accademia nazionale di belle arti e architettura di Kiev (in ucraino Національна академія образотворчого мистецтва і архітектури?) è il principale ateneo artistico di Kiev in Ucraina.

## Storia

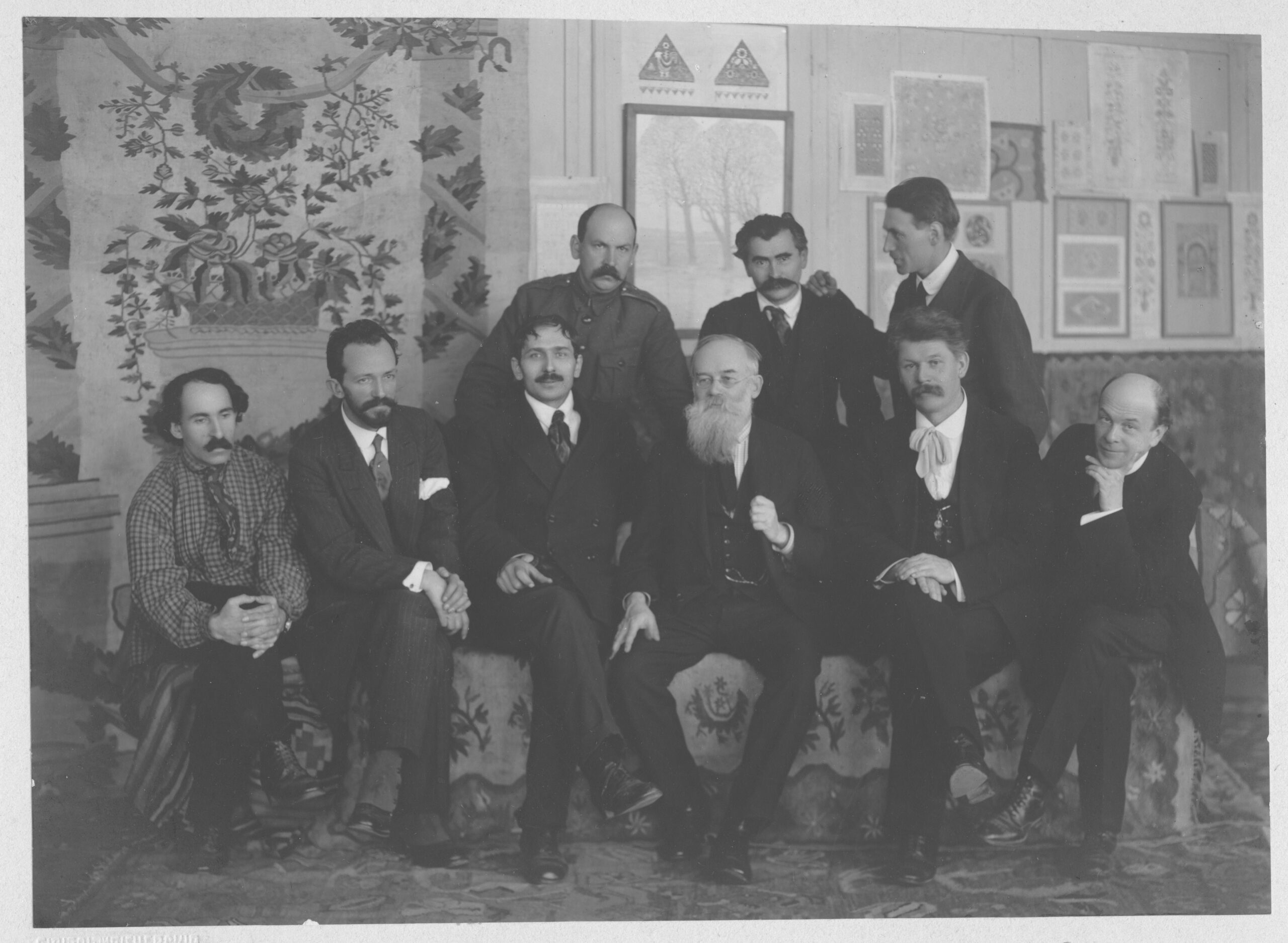
Fondatori dell'Accademia nazionale di belle arti e architettura di Kiev in un'immagine del 1917

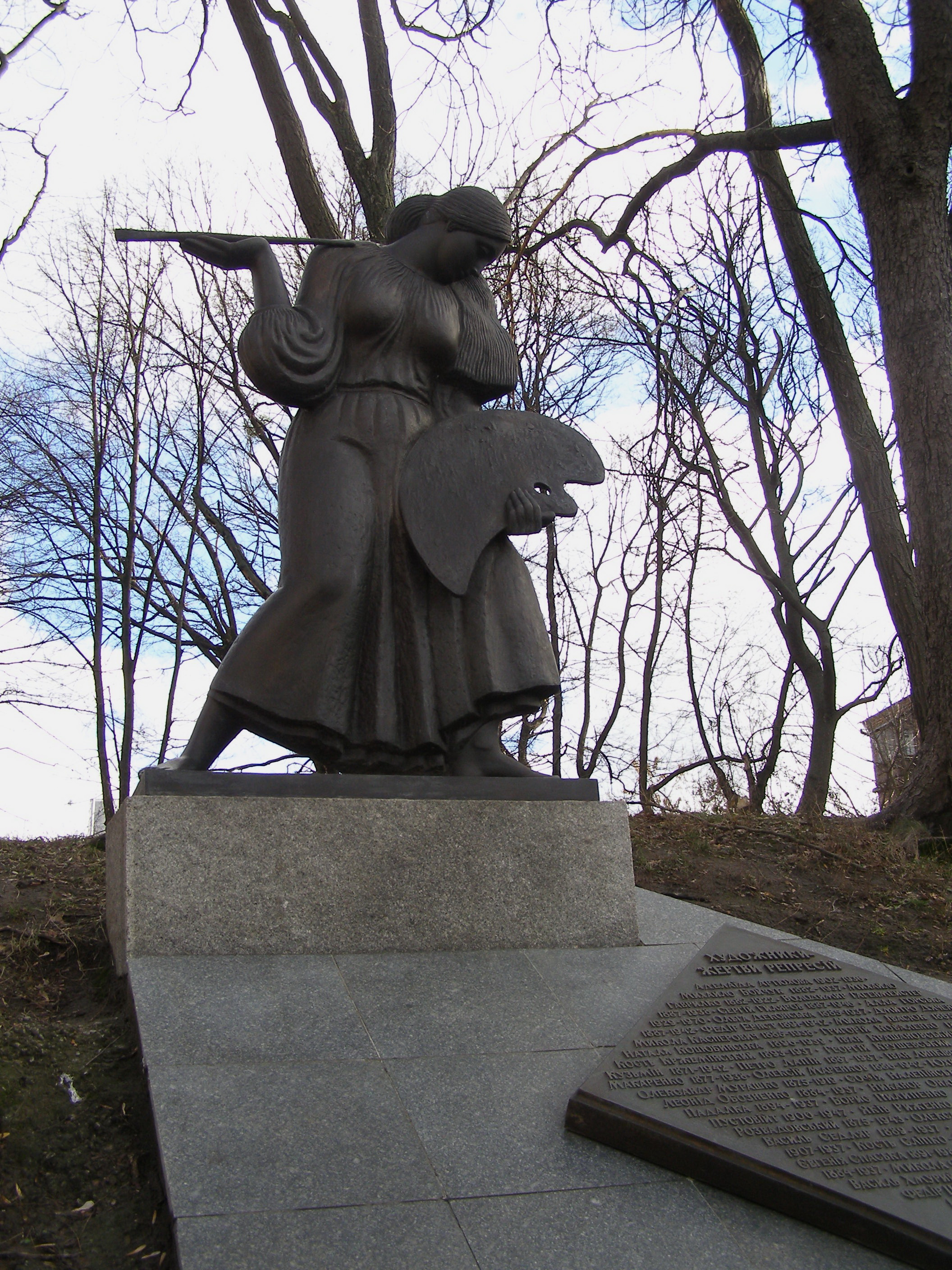
Monumento che commemora gli artisti vittime del Terrore rosso durante la guerra civile russa

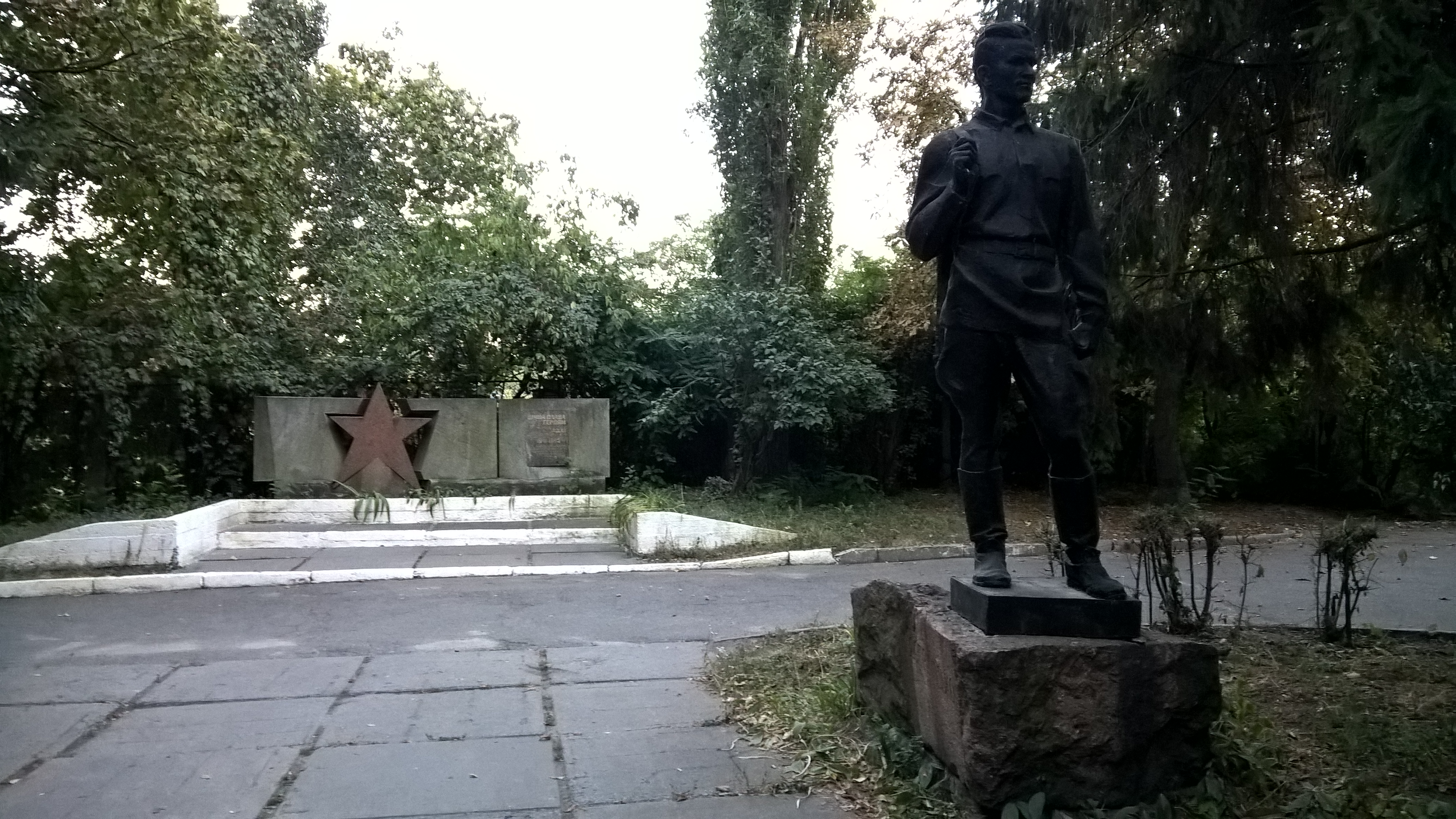
Monumento che commemora docenti e insegnanti morti durante la grande guerra patriottica tra il 1941 e il 1945

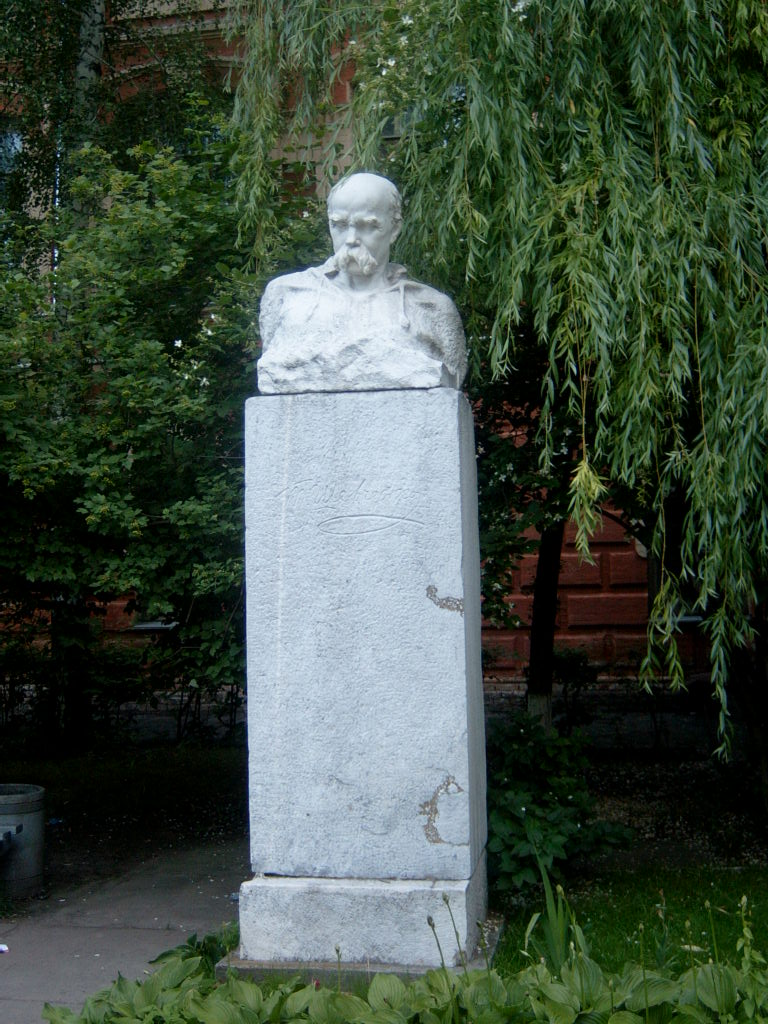
Busto marmoreso di Taras Hryhorovyč Ševčenko

La fondazione risale al 18 dicembre 1917 e tra le personalità che contribuirono alla sua creazione vi furono tra gli altri Mychajlo Serhijovyč Hruševs'kyj, Dmytro Antonovych, Fedir Krychevsky e Mykola Burachek.
Il primo rettore fu il pittore Fedir Krychevsky.
Nel 1928 contava circa cento docenti e oltre 800 studenti e divenne per alcuni anni una delle principali scuole d'arte dell'Unione Sovietica.
Nel corso degli anni l'istituto ha avuto varie denominazioni e fu solo con l'indipendenza dell'Ucraina del 1991 dopo la fine dell'Unione Sovietica e l'anno dopo in occasione del 75º anniversario dalla fondazione che l'accademia è tornata al nome originale e dal 2000 ha ottenuto lo status di Accademia Nazionale.

## Struttura

### Facoltà
L'ateneo è organizzato in 8 facoltà:
- Pittura
- Grafica
- Architettura
- Teoria e storia dell'arte
- Scultura
- Restauro
- Graphic design
- Scenografia e scenografia cinematografica

### Collaborazioni
L'Accademia collabora sin dagli anni sessanta con numerosi istituti stranieri e vi hanno studiato alunni provenienti da Afghanistan, Vietnam, Cina, Cuba, Belgio, Grecia, Paesi Bassi, Germania, Spagna, Polonia, Finlandia, Francia e Stati Uniti.